# Reckenhofen
Reckenhofen ist ein ehemaliger Ortsteil der Gemeinde Oberweiling (heute Stadt Velburg) im bayerischen Landkreis Neumarkt in der Oberpfalz. Es ist mittlerweile im Nachbarort Finsterweiling aufgegangen.

## Lage
Reckenhofen ist der nordöstliche Teil von Finsterweiling und dort an der Reckenhofener Straße zu lokalisieren. Es ist noch immer (Stand 2020) baulich von Finsterweiling etwas abgesetzt.

## Geschichte
„Rechenhouen“ ist erstmals um 1231 urkundlich fassbar, in einem Urbar des seit 1217 wittelsbachischen Amtes Velburg, das dort eine Lehengut hatte. Für 1288 ist urkundlich erwähnt, dass die Ehrenfelser, die die Herrschaft Helfenberg innehatten, verpfändete Güter u. a. in Reckenhofen (den Maierhof) an den Bayernherzog Ludwig zurückgaben. Im Jahr 1432 sicherte Herzog Johann dem Nürnberger Karthäuserkloster Steuerfreiheit für ihr Gut in Reckenhofen zu. Der Weiler bestand um 1600 aus fünf Gütern, wobei auf einem ein Nürnberger Untertan saß.
Am Ende des Alten Reiches, um 1800, unterstand Reckenhofen, aus nunmehr 3 großen und 5 kleineren Anwesen bestehend, nach wie vor hochgerichtlich dem Pflegamt Velburg, das ab 1505 pfalz-neuburgisch war. Im Königreich Bayern wurde der Weiler um 1810 Teil des neu gegründeten Steuerdistrikts und der späteren Ruralgemeinde Oberweiling. Zwischen 1950 und 1964 verlor Reckenhofen seine Eigenständigkeit als Ortsteil und wurde mit dem benachbarten Finsterweiling zusammengefasst. Im amtlichen Ortsverzeichnis von 1987 ist er nicht mehr erwähnt.
Im Zuge der bayerischen Gebietsreform wurde am 1. Januar 1972 die Gemeinde Oberweiling und damit auch Finsterweiling/Reckenhofen in die Stadt Velburg eingegliedert.

### Einwohnerentwicklung
In Reckenhofen wohnten
- 1836 59 Einwohner (9 Häuser)[10]
- 1867 57 Einwohner[11]
- 1875 44 Einwohner (19 Gebäude; an Großviehbestand 35 Stück Rindvieh)[12]
- 1900 31 Einwohner (7 Wohngebäude)[13]
- 1925 35 Einwohner (5 Wohngebäude)[14]
- 1938 492 Einwohner (nur Katholiken)[15]
- 1950 38 Einwohner (6 Wohngebäude)[1]

### Ortsname
Der Ortsname kann als „Hof eines Recko“ oder als Hof an der „recke“ (= Waldstreifen) gedeutet werden.

### Kirchliche Verhältnisse
Reckenhofen gehörte zum Sprengel der katholischen Pfarrei Oberweiling im Bistum Eichstätt, die heute dem Pfarrverband Velburg zugehörig ist. Von 1548 bis 1620 war mit Pfalz-Neuburg die Pfarrei und damit auch die Bewohner von Reckenhofen evangelisch.